# 539 Pamina
539 Pamina este o planetă minoră (asteroid), cu un diametru de 68,356 km, din centura de asteroizi. A fost descoperită pe 2 august 1904 la Observatorul Königstuhl de Max Wolf și a fost numită după Pamina⁠(d). 
Obiectul prezintă o orbită caracterizată de o semiaxă mare de 2,7371423232916 UAi, o excentricitate de 0,21366622988142, o înclinație de 6,811 ° în raport cu ecliptica.